# Marta (fodboldspiller)
 For alternative betydninger, se Martha. (Se også artikler, som begynder med Martha)
Marta Vieira da Silva (født 19. februar 1986), bedre kendt som Marta, er en brasiliansk fodboldspiller, angiber, som spiller for den amerikanske klub Orlando Pride. Fra 2014-17 spillede for FC Rosengård i den svenske liga Damallsvenskan. Hun spiller også for Brasilien. Med 17 mål holder hun verdensrekorden for den mest scorende spiller ved kvindernes VM i fodbold turnering, hun har overhalet Tysklands Birgit Prinz, som tidligere var indehaver af rekorden med 14 mål. Marta satte rekorden i kampen mod Sydkorea i Brasiliens første kamp ved 2015 udgaven i Canada. Hun er også den første fodboldspiller, hos begge køn, til at score ved fire VM-slutrunder, kun efterfulgt af canadiske Christine Sinclair. I 2021, blev hun ved Sommer-OL i Tokyo, den første kvindelige fodboldspiller nogensinde til at score ved fem olympiske lege i træk, da hun bragte Brasilien, foran 1-0 mod Kina.
Marta betragtes ofte som den bedste kvindelige fodboldspiller nogensinde, og har fået kælenavnet Pelé i skørter af Pelé selv. Hun er kåret som Årets fodboldspiller (FIFA) fem gange i træk mellem 2006 og 2010. Hun var ligeledes, blandt de top 3 nominerede, i alle årene fra 2010 til 2014. Hun var en del af Brasiliens landshold, som vandt olympisk sølv i 2004 og Sommer-OL 2008. Hun vandt også Den Gyldne Bold ved U/19-VM i fodbold for kvinder 2004, og vandt både den gyldne bold og den gyldne støvle ved kvindernes VM i fodbold 2007 efter at have ført Brasilien til finalen i turneringen.